# 10875 Веранічі
10875 Веранічі (10875 Veracini) — астероїд головного поясу, відкритий 7 жовтня 1996 року.
Тіссеранів параметр щодо Юпітера — 3,299.
Названий на честь Франческо Марія Веранічі.